# Blackbird (Norma John-dal)
A Blackbird (magyarul: Feketerigó) a finn Norma John dala, mellyel Finnországot képviselték a 2017-es Eurovíziós Dalfesztiválon, Kijevben. A duó az Yle közszolgálati televízió UMK című műsorában nyerte el a jogot, hogy képviselje az országot a dalfesztiválon.
A dal egy ballada, amely az énekesnő válásáról szól.

## Eurovíziós Dalfesztivál
A dalt az Eurovíziós Dalfesztiválon a május 9-i első elődöntőben adta elő, fellépési sorrendben hetedikként a Montenegrót képviselő Slavko Kalezić Space című dala után, és az Azerbajdzsánt képviselő Dihaj Skeletons című dala előtt. Az elődöntőben a tizenkettedik helyen végzett, így nem jutott tovább a május 13-i döntőbe.
A következő finn induló Saara Aalto Monsters című dala volt a 2018-as Eurovíziós Dalfesztiválon.